# Metachroma quercatum
Metachroma quercatum är en skalbaggsart som först beskrevs av Fabricius 1801.  Metachroma quercatum ingår i släktet Metachroma och familjen bladbaggar. Inga underarter finns listade i Catalogue of Life.